# Forno
Um forno é uma construção ou aparelho que se pode fechar e conservar calor em altas temperaturas, para assar (ou “cozer") pão, bolos ou outro tipo de alimento, para secar peixe ou carne (nesse caso, em temperaturas mais baixas), ou ainda para “cozer” o barro ou o vidro ou para a transformação de minérios ou metais em alto-fornos de indústrias e manufaturas. Há relatos de que em 181 a.C. os povos que se sedentarizavam começaram a construir fornos diante das necessidades. No começo, usavam argila retirada do fundo dos rios para isolar lateralmente o fogo para que não se apagasse. O alimento era precariamente posto entre a lenha para assar por não saberem como o suspender. Com o tempo foram aprendendo a esculpir e manipular pedras usadas nos fornos que se modernizavam.

## Culinária

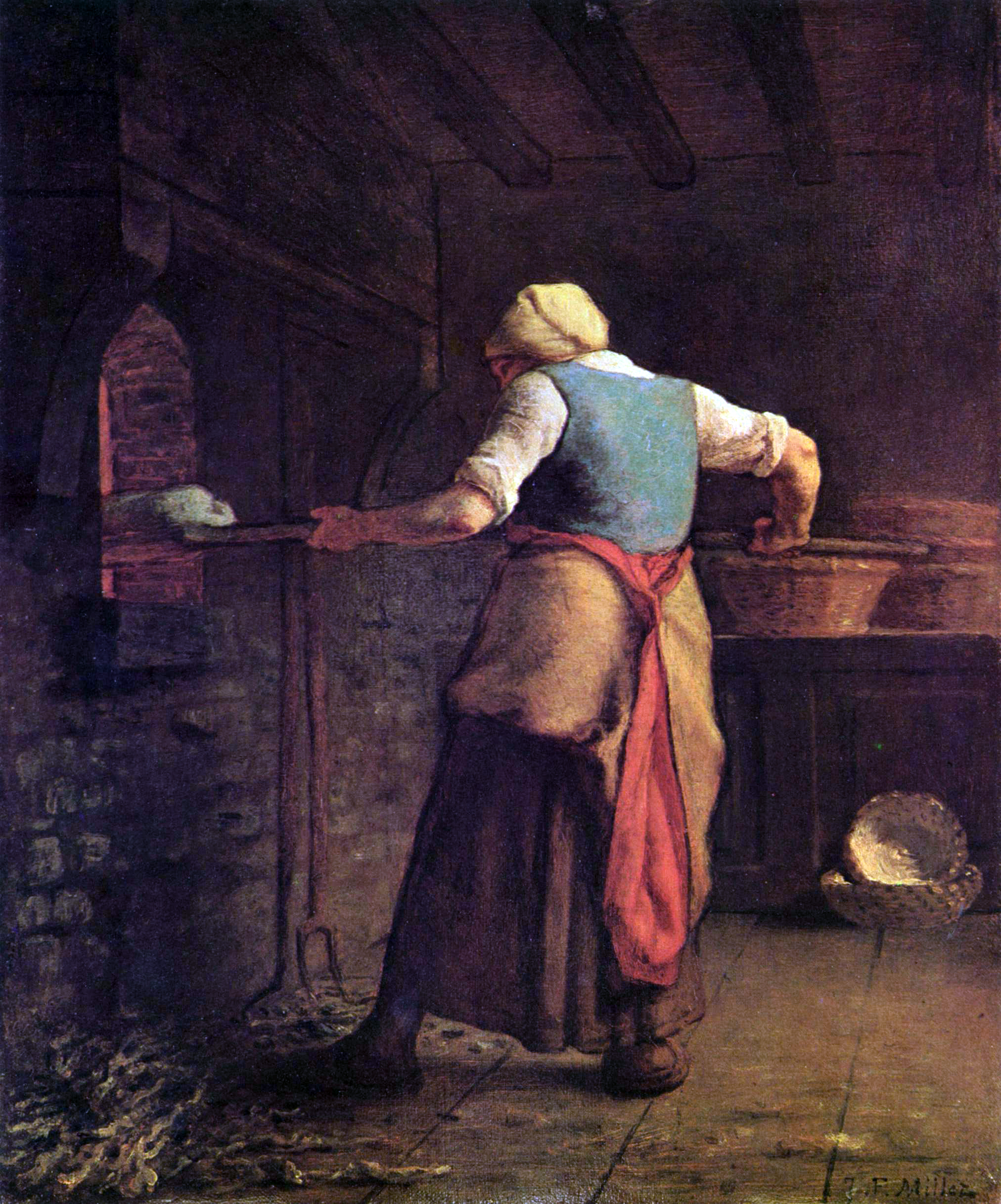
Pintura de Millet: Uma mulher utiliza um forno para assar um pão

As primeiras fôrmas de assar foram desenvolvidas pelos egípcios. Um forno em forma de cone, com interior aquecido em brasa, fazia com que massas moles, achatadas, colocadas aderentes às suas paredes externas atingissem o ponto em que poderia ser consumidas (assadas). Aos poucos, o equipamento evoluiu, até tomar características que se aproximam muito do forno que utilizamos atualmente.
O forno de pão tradicional é geralmente uma construção em barro ou tijolos com uma base lisa onde primeiro se coloca lenha que se deixa arder para o aquecer. Quando o forno já está à temperatura adequada, encostam-se as brasas a um canto, limpa-se bem a superfície e coloca-se aí o que se quer assar (pão, bolos, pizza, carne ou peixe). Atualmente os fornos indústriais de pão são aquecidos a electricidade ou algum combustível derivado do petróleo.

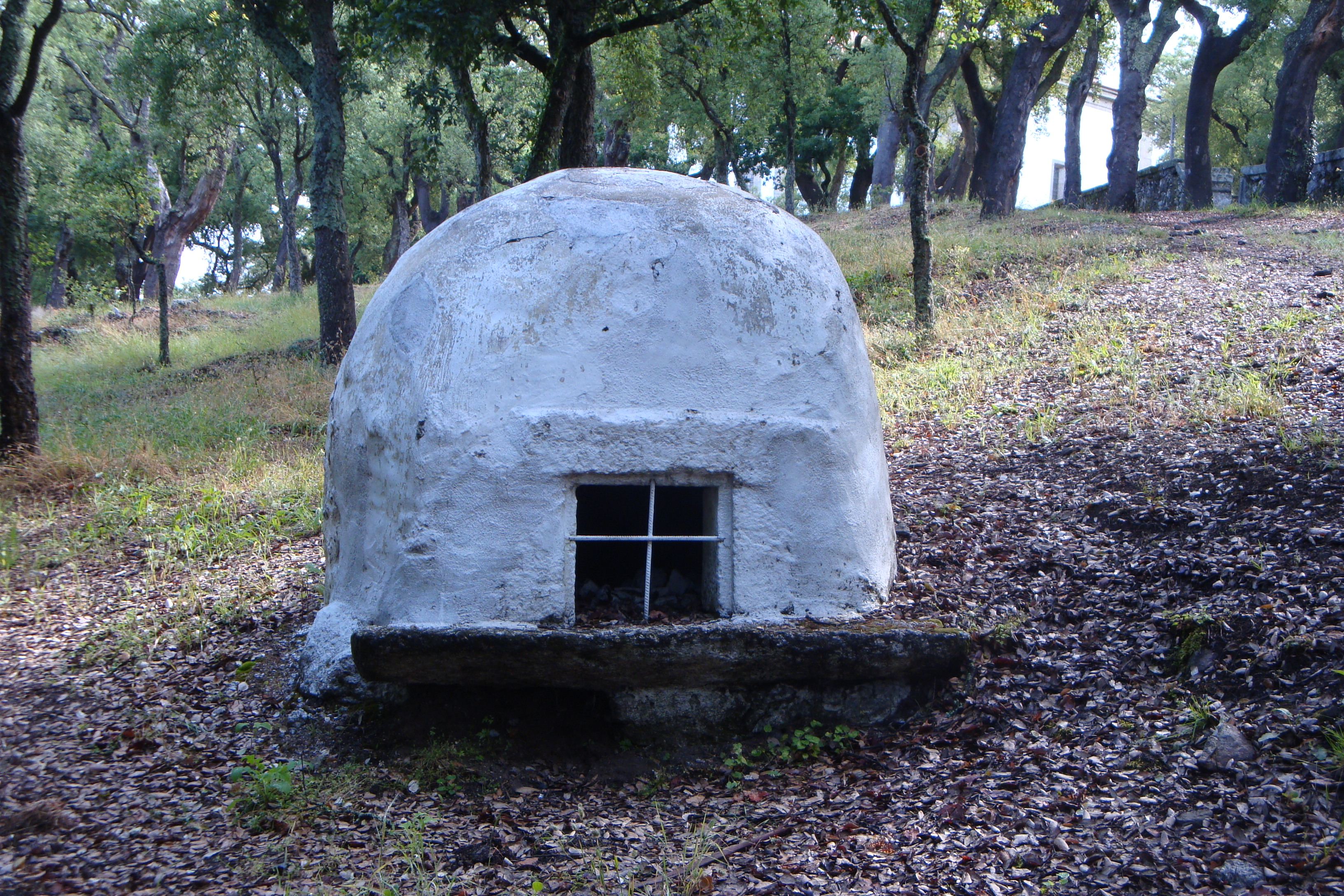
Forno utilizado pelos romeiros na serra da Falperra (Braga, Portugal)

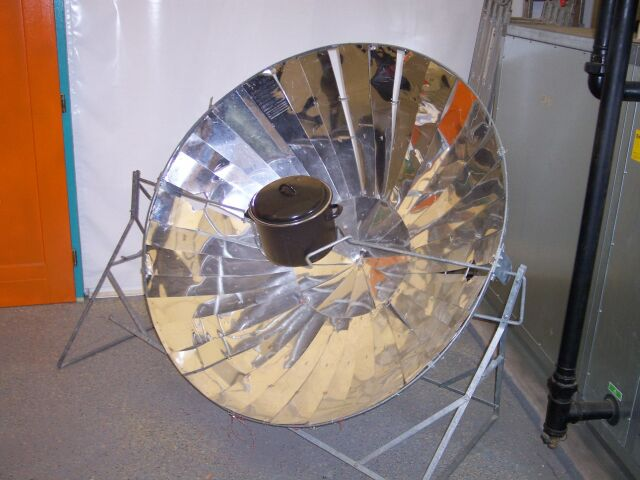
Forno solar.

O forno doméstico de cozinha pode estar embutido no fogão e ser aquecido a lenha, carvão, gás ou eletricidade, ou pode estar isolado da parte do fogão onde se encontram as bocas ou placas para os restantes tipos de confecção de alimentos. Modernamente, o forno doméstico vem equipado com um regulador de temperatura, por vezes mesmo um termómetro, iluminação, pode ter um grelhador e mesmo um cronómetro que o desliga no tempo que o cozinheiro determinar.
Para certas preparações culinárias, o forno pode ser parcialmente aberto, para deixar sair fumos, vapor ou excesso de calor.

## Princípios da transmissão de calor
O intercâmbio térmico no forno deve-se produzir mediante algum dos procedimentos estudados pela física como transmissores de calor, empregado isoladamente ou em combinação com outros. Do ponto de vista termodinâmico, a condução, a convecção e a radiação são os fenômenos pelos quais um corpo quente cede parte de seu calor a outro mais frio. Também se pode transmitir calor por meio de campos eletromagnéticos, como ocorre nos fornos de indução.
No fluxo térmico que ocorre num forno, condução é a transmissão de calor entre sólidos e líquidos com superfície de contato. Essa transmissão é proporcional à diferença de temperatura entre os dois meios em contato e à superfície que eles têm em comum. A convecção, por sua vez, é a transmissão de calor entre líquidos e gases em circulação. Se a corrente de ar, gás ou líquido for provocada por um ventilador, uma bomba ou qualquer outro mecanismo, diz-se que a convecção é forçada.
A convecção natural deve-se a correntes provocadas unicamente pela diferença de densidades entre fluidos a temperaturas distintas. A radiação, finalmente, é a transmissão de calor por ondas eletromagnéticas, geralmente dentro do espectro do infravermelho, e sua intensidade é proporcional à diferença das quartas potências das temperaturas absolutas entre os corpos radiante e irradiado, segundo a lei física conhecida como lei de Boltzmann.

## Tipos de forno

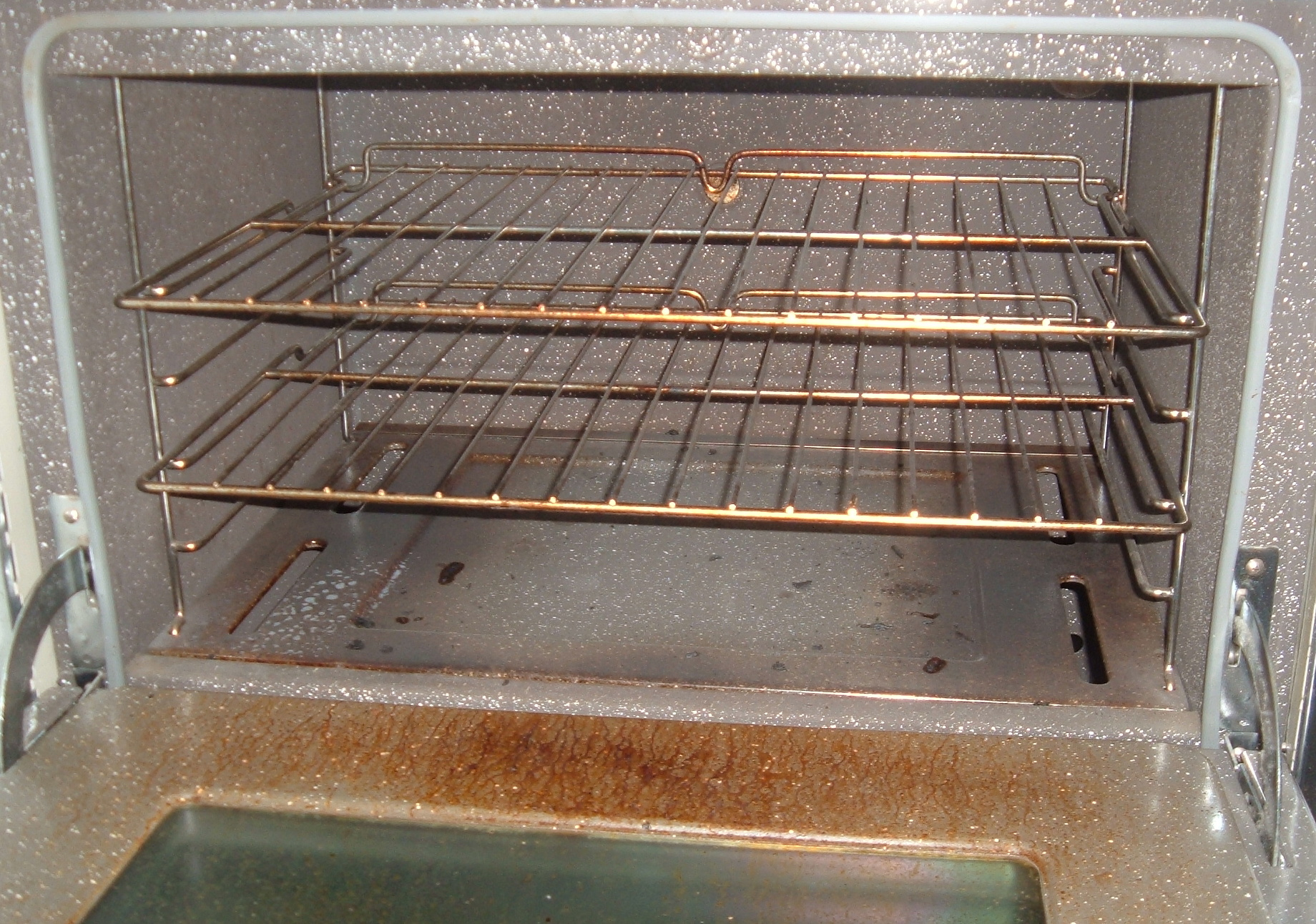
Um forno moderno.

Independentemente de que a transmissão de calor se realize por esta ou aquela via, os fornos se classificam segundo a função que desempenham. Dada a enorme diferença de potência térmica entre os grandes fornos empregados nas transformações metalúrgicas (altos-fornos) e os pequenos fornos domésticos, são determinantes as distinções entre suas especificações térmicas.
Em metalurgia podem ser empregados, entre outros, fornos de arco, em que se aproveita o calor produzido pela passagem de uma corrente elétrica entre dois eletrodos; fornos de indução, em que se induzem fortes campos eletromagnéticos; e fornos de cúpula ou integrados por uma câmara aquecida externamente, cujas paredes transmitem ao conteúdo energia térmica por meio de radiação.
Os fornos empregados em metalurgia e siderurgia dividem-se em três categorias: aqueles em que o material tratado está em contato direto com o combustível; aqueles em que esse contato é indireto; e aqueles em que são os produtos da combustão que entram em contato com a carga. Neste último grupo enquadra-se o forno de reverberação, um dos modelos mais utilizados, em que o calor se transmite pela queima do combustível num espaço situado entre a carga e o teto baixo. Esse tipo de forno aplica-se muito à fundição de metais.

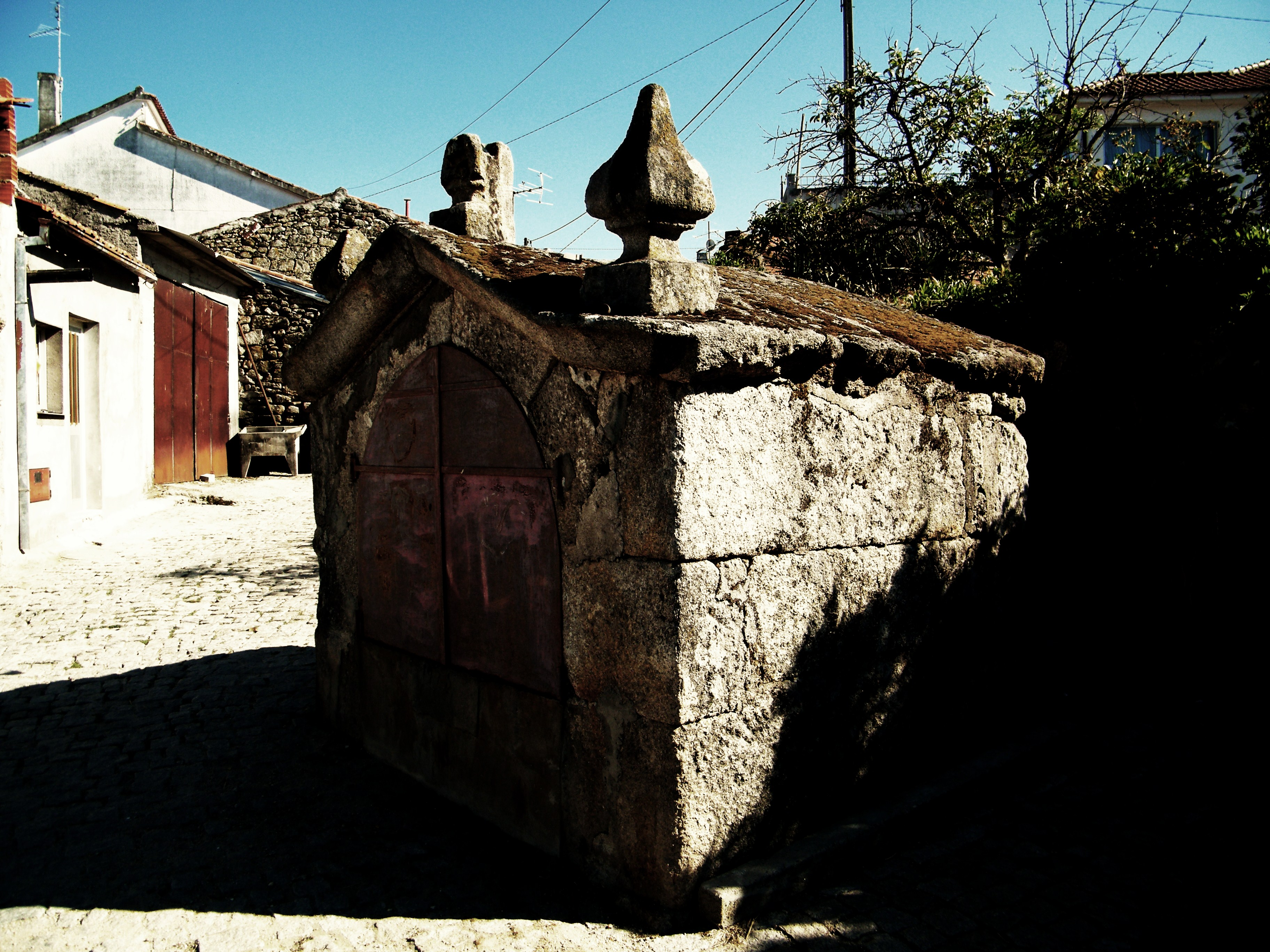
Forno comunitário

O tipo mais comum de alto-forno, dispositivo usado para transformar minério de ferro em gusa (ferro fundido que, refinado, se transforma em aço), é o forno Siemens-Martin. Seu funcionamento baseia-se na recuperação de parte do calor dos produtos de combustão que saem pela chaminé, o que permite elevar a temperatura e, em consequência, o rendimento. Para isso, os gases, antes de saírem pela chaminé, são mantidos em circulação numa câmara de paredes refratárias aletadas que absorvem o calor a ser aproveitado depois. Quando tais gases passam para uma segunda câmara, uma massa de ar denominado comburente absorve o calor emitido.
A indústria alimentícia, especialmente a de panificação, emprega fornos de vários tipos, entre os quais se distinguem alguns muito simples, como os que utilizam lenha, e outros de grande complexidade, em que se automatiza o processo de carga e descarga do forno por meio de esteiras rolantes, bandejas giratórias ou transportáveis etc.
Entre os fornos domésticos, os mais usuais e econômicos se servem de queimadores de gás. Os fornos elétricos, são úteis para aquecimento rápido de alimentos. Modernamente, se popularizaram os fornos de micro-ondas, capazes de aquecer ou assar muito rapidamente os alimentos, mesmo congelados, quase sem esquentar os recipientes que os contêm. O funcionamento desses fornos baseia-se no aproveitamento da energia gerada pelas ondas eletromagnéticas de frequências compreendidas entre 1 e 100 giga-hertz.

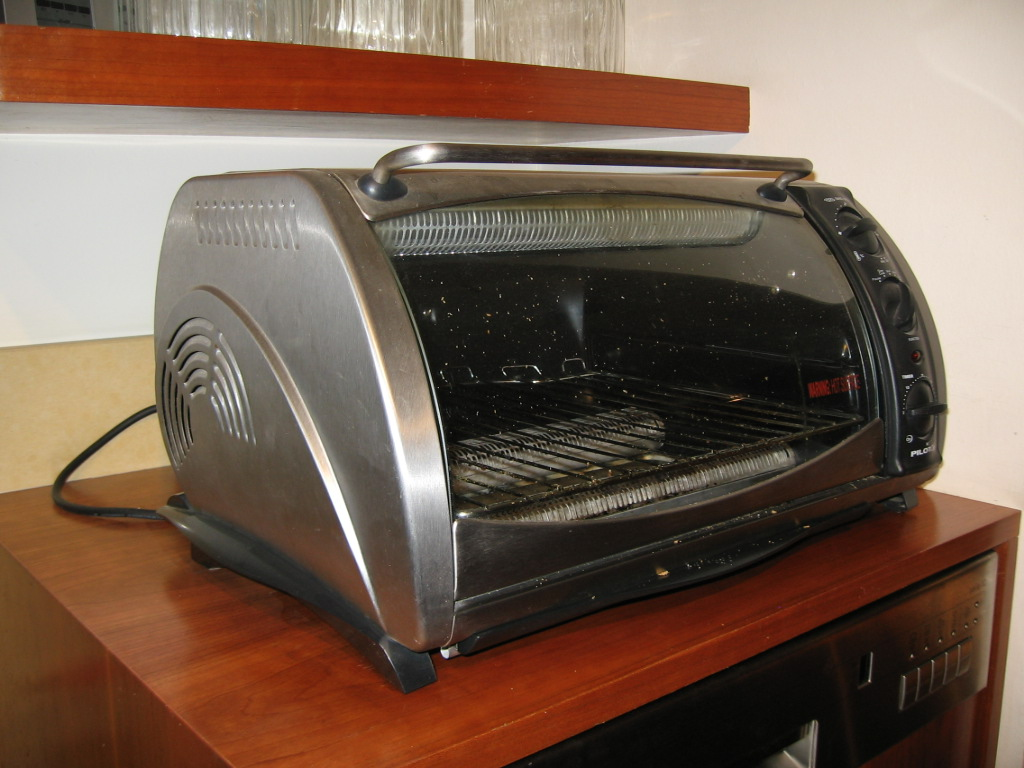
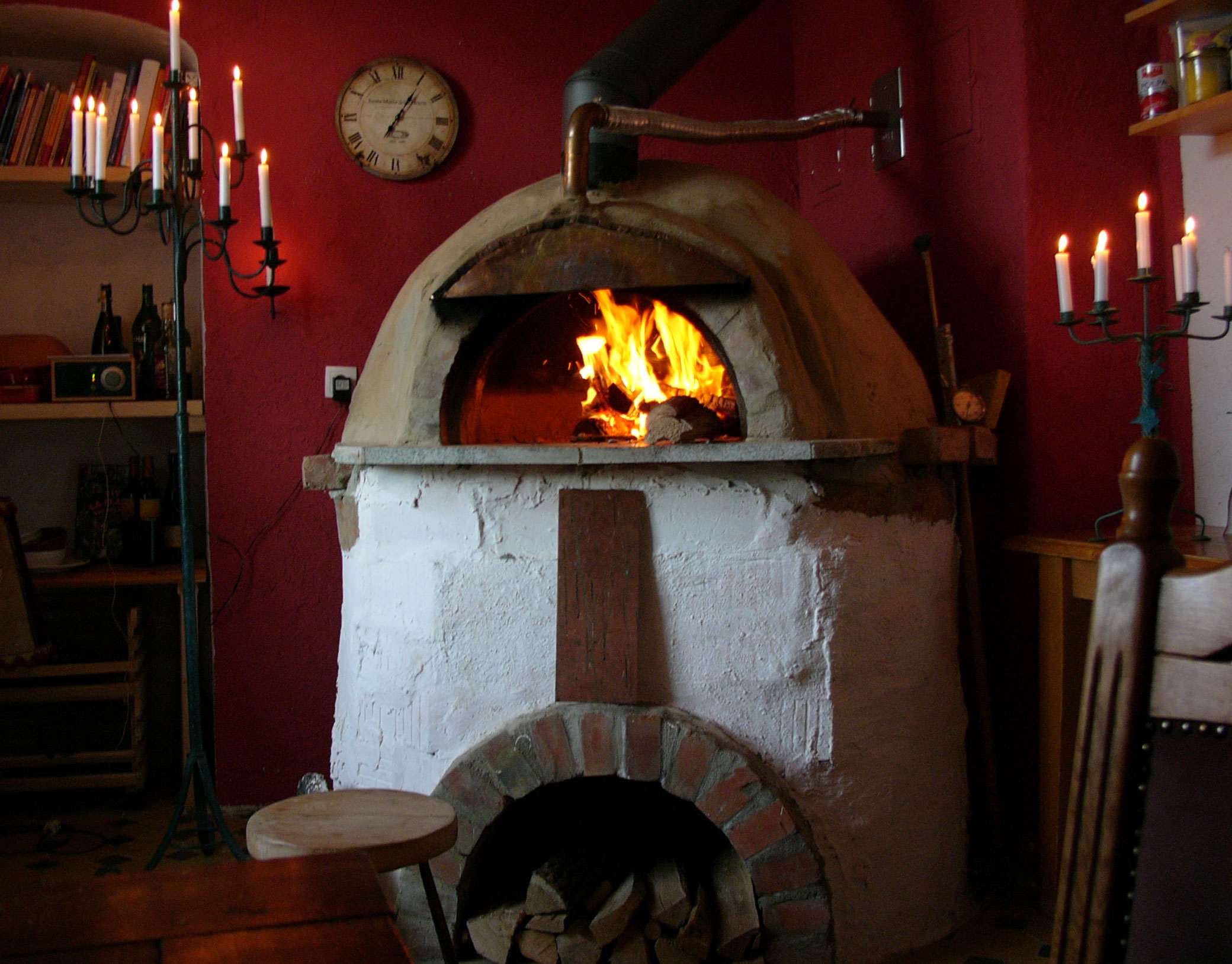
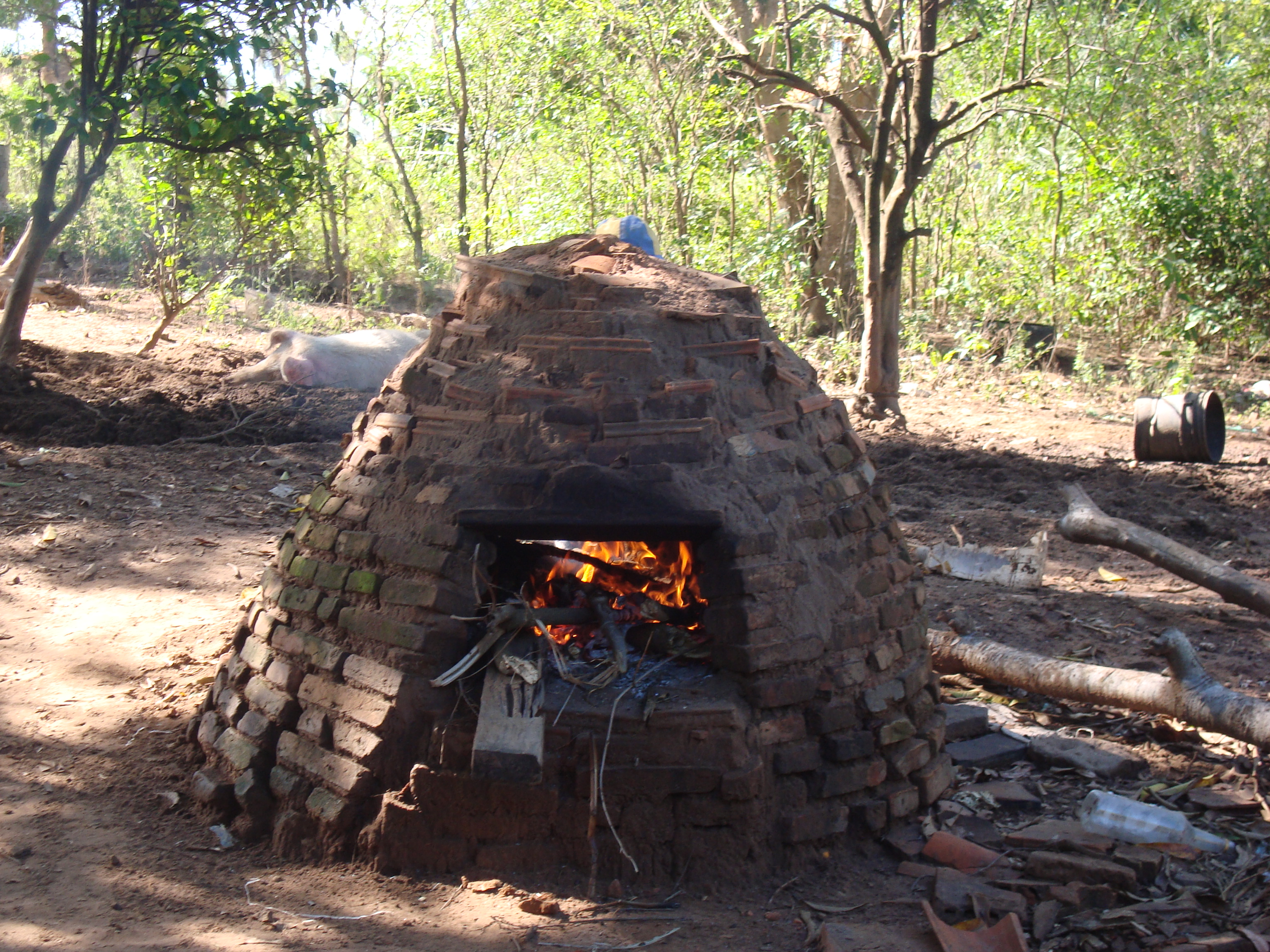
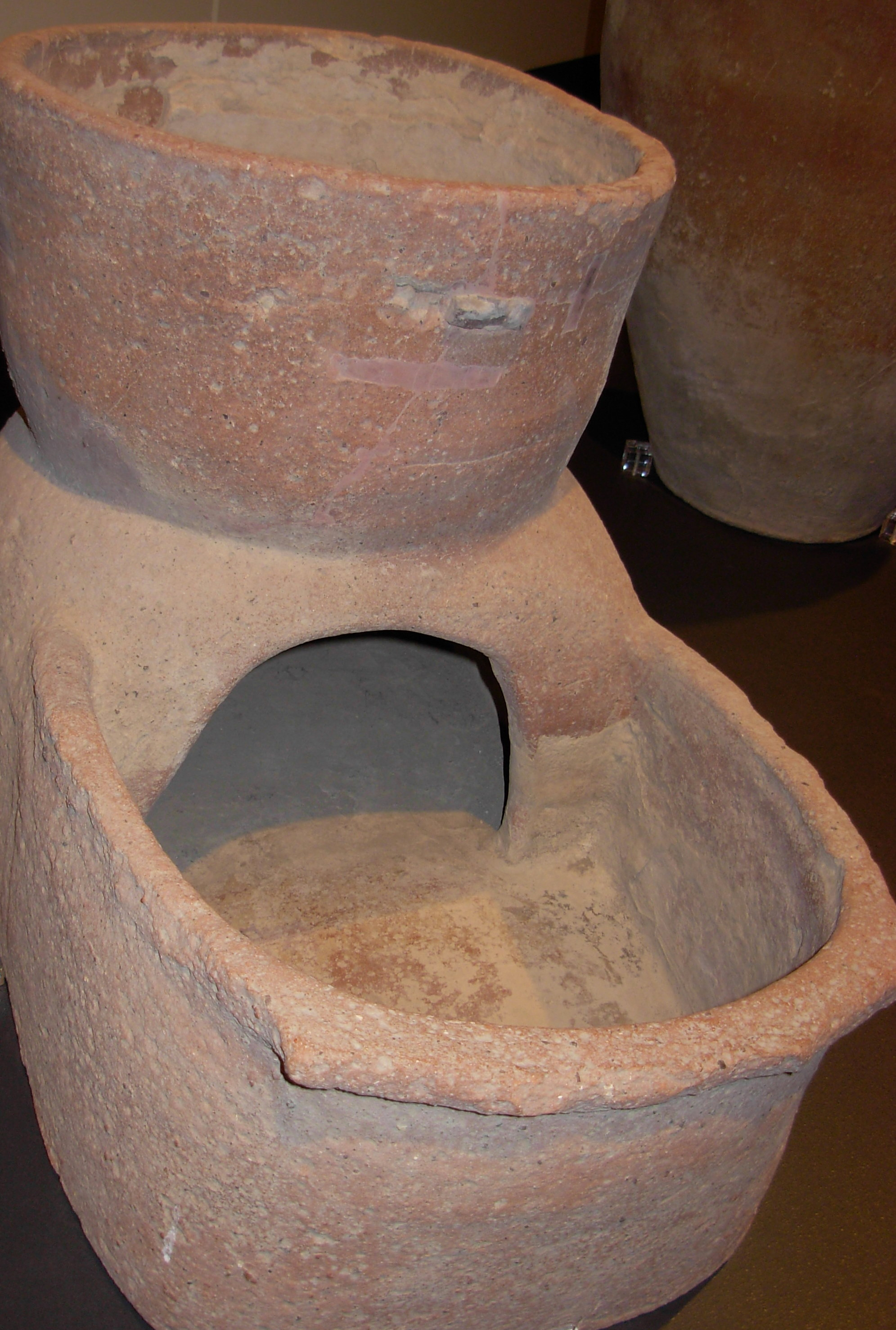
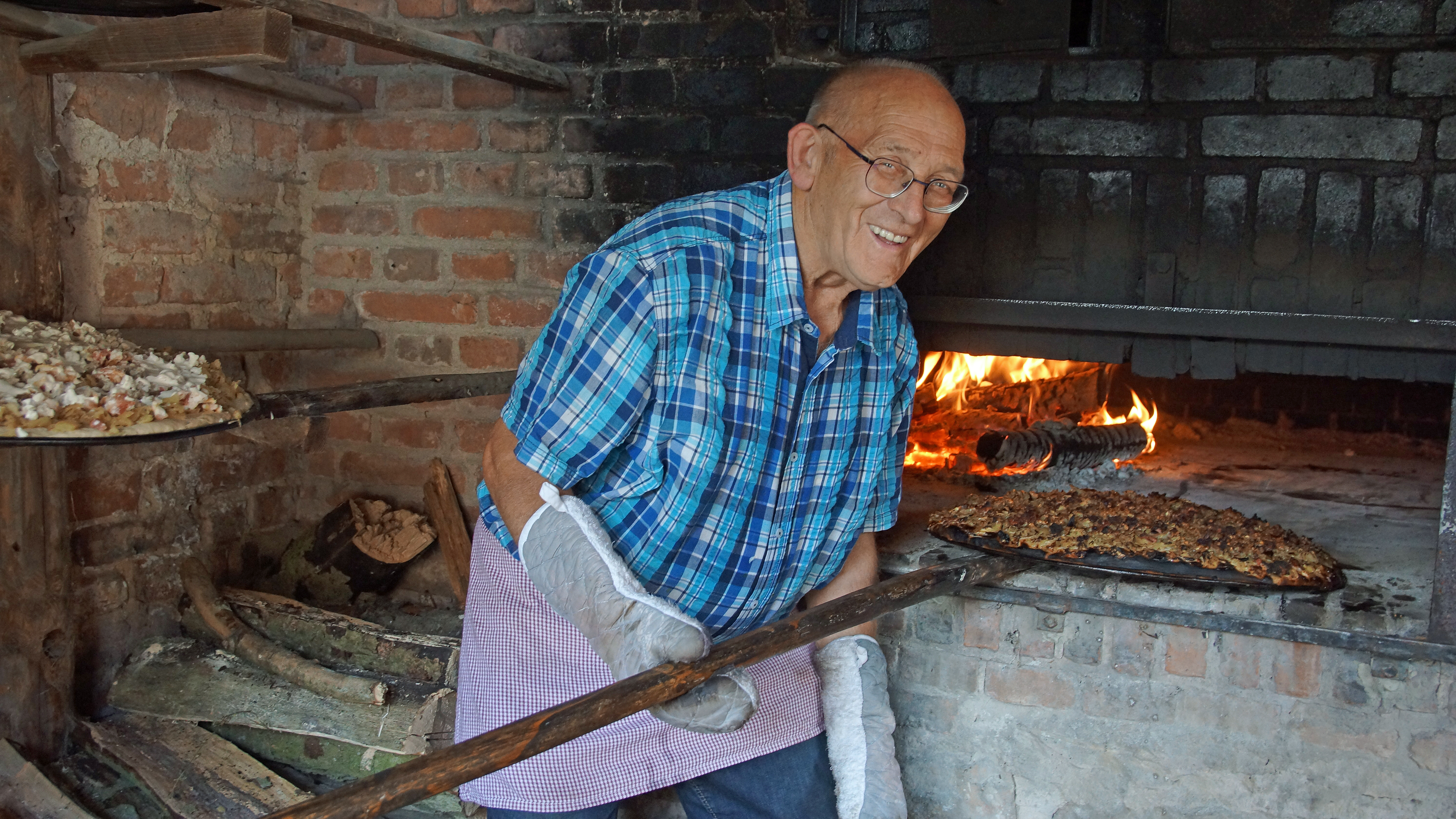